# Aston Martin DB4
L’Aston Martin DB4 est une automobile présentée par le constructeur britannique Aston Martin en 1958. Les initiales « DB », identifiant le modèle, font référence au nom du propriétaire de la marque David Brown. Elle est le symbole du renouveau pour la marque et a créé l'image valorisante qui fait aujourd'hui son succès. Elle est aussi la première voiture produite dans l'usine de Newport Pagnell.
La ligne de la DB4 doit beaucoup à l'utilisation de la technique « Superleggera » mise au point par la Carrozzeria Touring de Milan. Il s'agit d'une carrosserie composée de panneaux en aluminium soudés l'un à l'autre et qui reposent sur une armature tubulaire ; ce type de structure permet une légèreté de l'ensemble et une finesse esthétique.

## Versions
Série 1Le moteur qui équipera toutes les séries est un six-cylindres en ligne de 3,7 litres de cylindrée développant 241 ch ;
Série 2La deuxième version, la série 2, apparaît en 1960. Les modifications extérieures sont mineures mais la mécanique reçoit quelques changements qui concernent surtout le refroidissement moteur après quelques problèmes de surchauffe ;
Série 3La série 3 de 1961 modifie seulement les feux arrière ;
Série 4La série 4 de septembre 1961 modifie pour sa part uniquement la calandre ;
Série 5La série 5 reçoit des modifications plus importantes. Elle grandit de 10 cm en longueur et augmente légèrement la hauteur de son toit pour offrir plus d'espace aux passagers arrière ;
VantageLa version Vantage offre une puissance de 266 ch grâce à trois carburateurs SU ;
DB4 GTEncore plus sportive, la GT plus légère de près de 80 kg grâce à l'emploi de tôle de carrosserie plus fine, elle est aussi plus puissante grâce à 3 carburateurs à double corps Weber, un taux de compression plus élevé et un double allumage, qui portent la puissance à 302 ch : c'est la plus rapide des DB4 ; elle peut aller à 245 km/h ;
CabrioletElle fut produite à seulement 70 exemplaires ;
DB4 GT ZagatoC'est une version encore plus puissante de la GT (314 ch) développée et construite par le carrossier italien Zagato. Dix-neuf exemplaires de cette version seront produits, plus quatre reconstructions demandées par Aston Martin. Elle est récompensée dans la classe Châssis Britanniques à Carrosserie Italienne au concours d'état du Chantilly Arts & Elegance Richard Mille en 2014.
Le modèle DB4 a été produit à 1 210 exemplaires, toutes versions confondues.

## Galerie

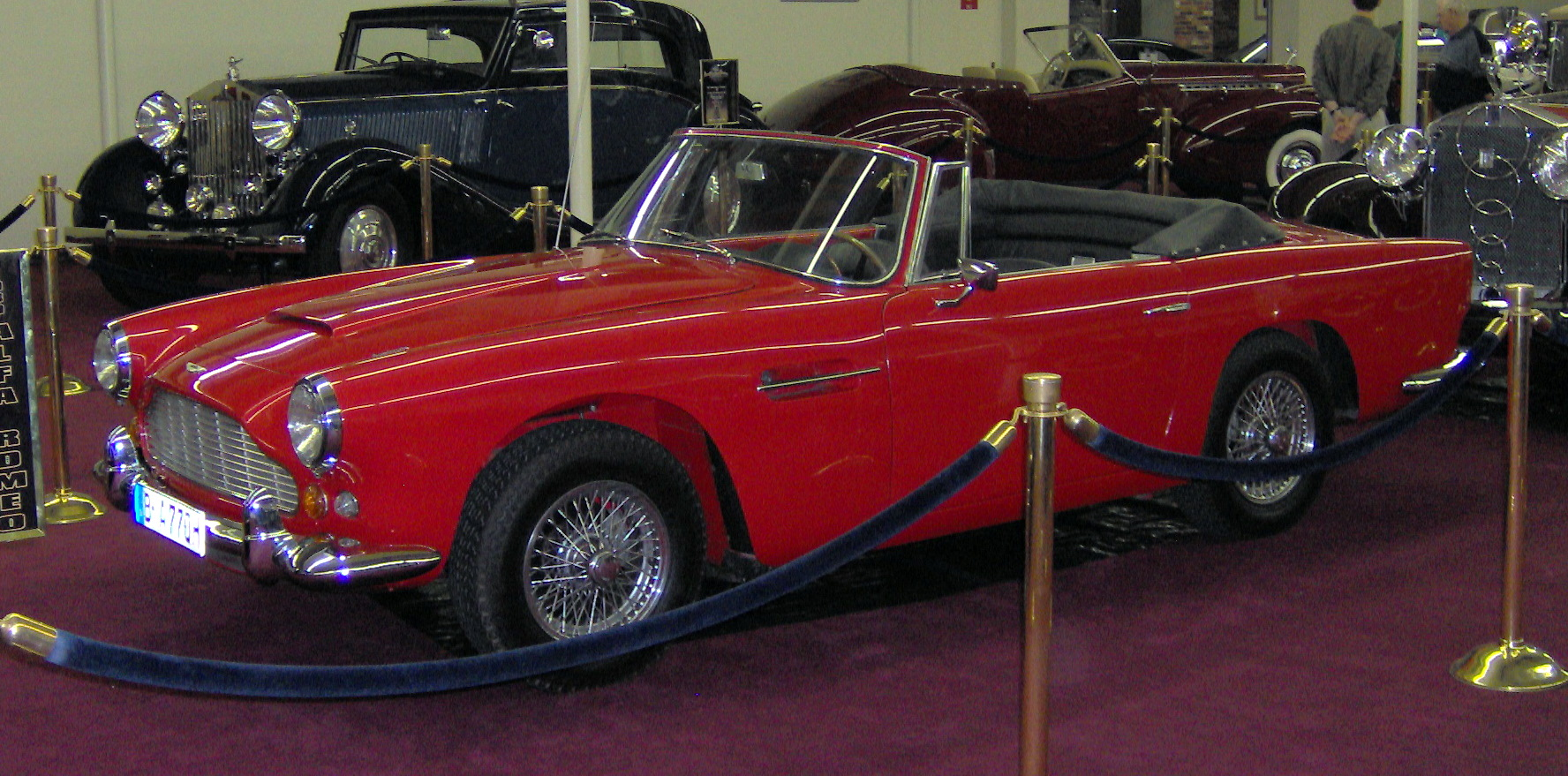
DB4 cabriolet.
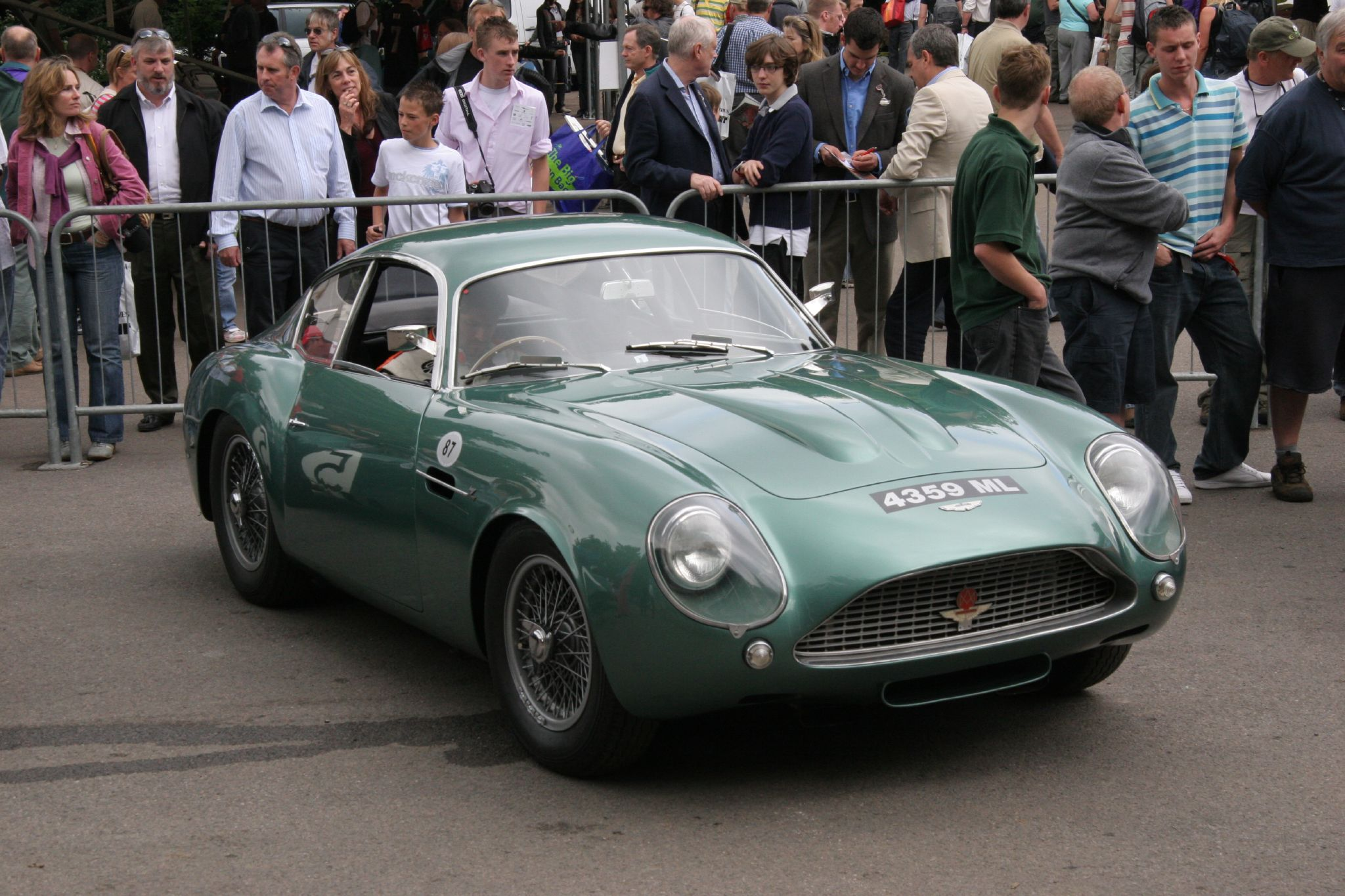
DB4 GT Zagato.
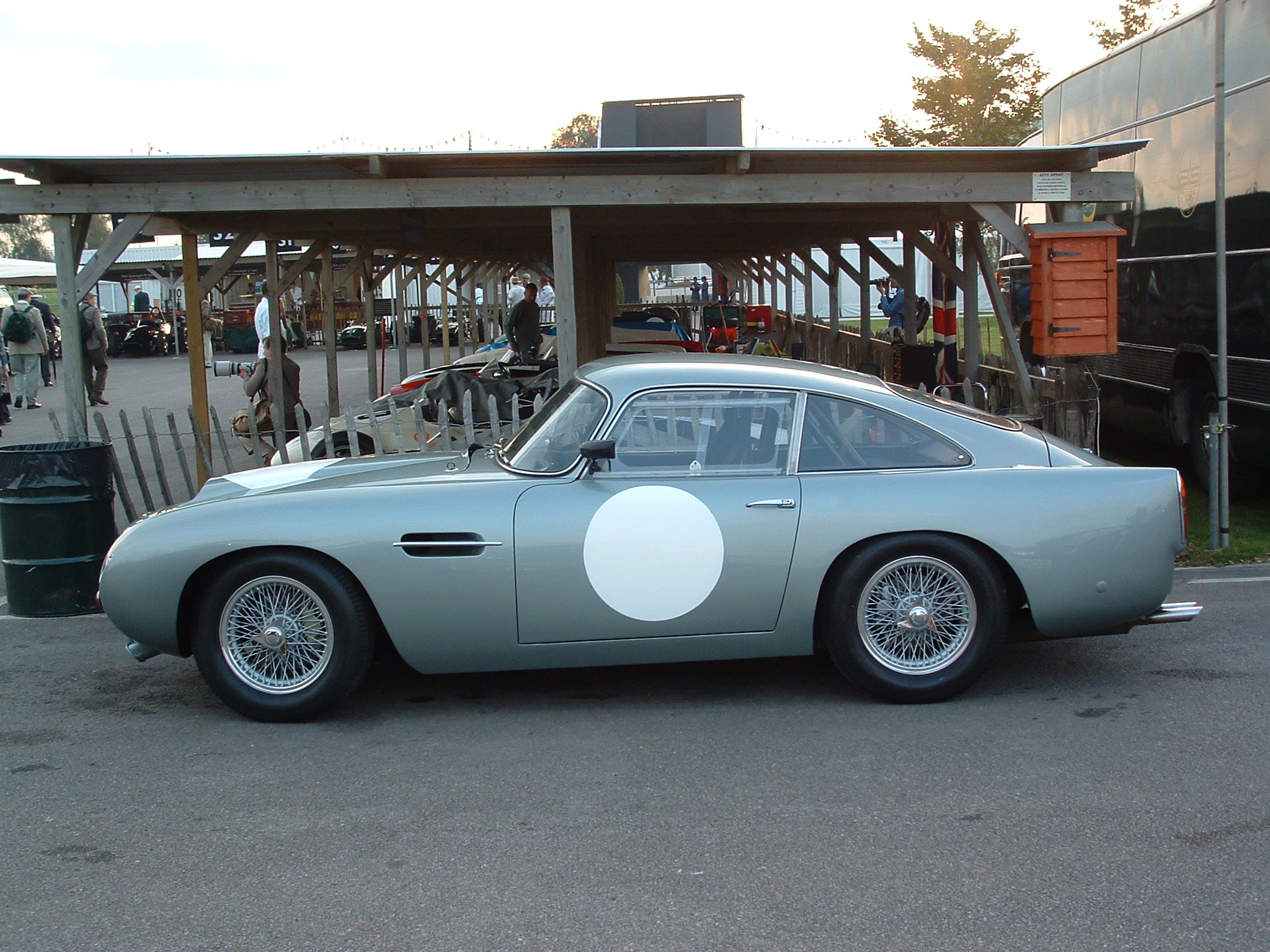
Une DB4 GT à Goodwood.
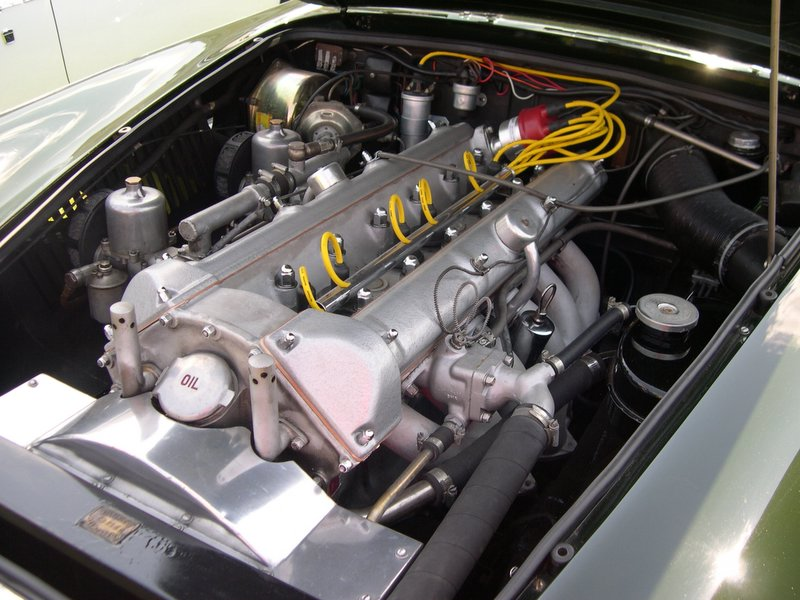
Moteur (série 1).